# Зумберов, Александр Михайлович
Александр Михайлович Зумберов (13 сентября 1873, Тульская губерния — не ранее 1932) — полковник 126-го пехотного Рыльского полка, герой Первой мировой войны. В Гражданскую войну — полковник армии УНР, затем участник Белого движения, генерал-майор.

## Биография
Из крестьян, уроженец Тульской губернии.
Окончил пехотное юнкерское училище, откуда выпущен был подпрапорщиком в 128-й пехотный Старооскольский полк. Произведен в подпоручики 7 апреля 1898 года, в поручики — 15 мая 1902 года. 27 января 1904 года переведен в 126-й пехотный Рыльский полк. Произведен в штабс-капитаны 10 октября 1906 года, в капитаны — 2 августа 1914 года «за выслугу лет».
В Первую мировую войну вступил в рядах 126-го пехотного Рыльского полка. Пожалован Георгиевским оружием
За то, что 1 сентября 1915 года в бою у с. Бурканув, командуя ротой, под убийственным артиллерийским, пулеметным и ружейным огнем, примером личной храбрости, довел роту до удара в штыки, выбил противника из окопов и преследовал его до р. Стрыпы, взяв в плен 250 нижних чинов.
Произведен в подполковники 23 сентября 1915 года «за отличия в делах против неприятеля». Удостоен ордена Св. Георгия 4-й степени
За то, что в бою 28 сентября 1915 года, командуя батальоном атаковал укрепленную позицию юго-восточнее с. Лопаювки. Находясь во главе батальона, увлекая и воодушевляя своих подчиненных доблестным примером мужества, приблизился под ураганным огнем артиллерии и пулеметов противника по совершенно открытой местности к редуту противника, усиленному несколькими рядами проволочных заграждений с фугасами. Подполковник Зумберов, обойдя по цепи все роты и указав направление, принял непосредственно под свою команду 16-ю роту. Два раза бросался с батальоном вперед и не только руководил, но и лично резал проволоку; устроив проход, с криком «С Богом, за мной, молодцы», он увлек за собой весь батальон, который ворвавшись в укрепление, перебил прислугу у орудия и пулеметов, и оставшихся в живых защитников редута взял в плен. Ожесточенный бой, от начала до конца проведенный при непосредственном и изумительно смелом участии подполковника Зумберова, первым ворвавшегося в укрепление и подбежавшего к орудию, обеспечил полный успех: противник отступил по всей линии, и наши части прочно закрепились на занятой позиции. Трофеи боя: орудие, 3 пулемета, 700 пленных при 20 офицерах, много оружия, патронов и снаряжения.
Произведен в полковники 26 ноября 1916 года. 2 августа 1917 года назначен командиром 659-го пехотного Буковинского полка, 27 августа — командиром 668-го пехотного Тысменицкого полка.
На 14 марта 1919 года был начальником железнодорожной охраны (?) Ровно. Затем состоял в распоряжении атамана Михаила Белинского, с 11 мая того же года — в распоряжении штаба Северной группы армии УНР. С осени 1919 года участвовал в Белом движении в составе ВСЮР и Русской армии — в Корниловской дивизии до эвакуации Крыма. На 18 декабря 1920 года — в 10-й роте Корниловского полка в Галлиполи, осенью 1925 года — в составе того же полка в Болгарии, генерал-майор.
В 1932 году — в эмиграции в Польше. Дальнейшая судьба неизвестна.

## Награды
- Орден Святого Станислава 3-й ст. (ВП 31.03.1911)
- Орден Святой Анны 3-й ст. с мечами и бантом (ВП 28.12.1914)
- Орден Святого Станислава 2-й ст. с мечами (ВП 27.03.1915)
- Орден Святой Анны 2-й ст. с мечами (ВП 25.09.1915)
- Орден Святого Георгия 4-й ст. (ВП 23.05.1916)
- Георгиевское оружие (ВП 08.11.1916)
- мечи и бант к ордену Св. Станислава 3-й ст. (ПАФ 3.05.1917)